# À l'abri des lois
Ne doit pas être confondu avec le film de Gustav Machatý La Belle et la Loi (Within the Law)
Pour plus de détails, voir Fiche technique et Distribution.
À l'abri des lois (titre original : Within the Law) est un film américain muet de Frank Lloyd, sorti en 1923.

## Synopsis
Lorsque Mary Turner est envoyée en prison pour un crime qu'elle n'a pas commis, elle fait le vœu qu'à sa sortie, elle se vengera de ceux qui l'ont lésée, en restant toujours toutefois dans le respect de la loi.

## Fiche technique
- Titre original : Within the Law
- Titre français : À l'abri des lois
- Réalisation : Frank Lloyd

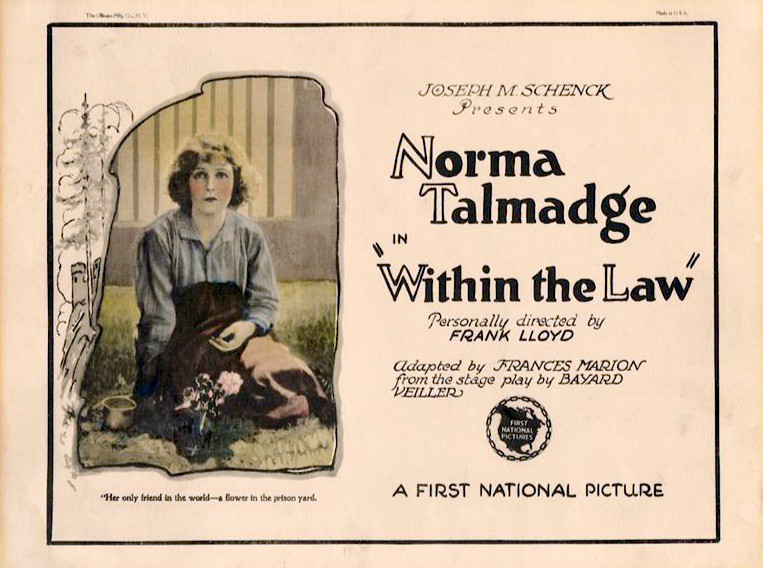
Carte promotionnelle du film.

- Scénario : Frances Marion, d'après la pièce de Bayard Veiller
- Directeurs de la photographie : Norbert Brodin, Tony Gaudio
- Montage : Hal C. Kern
- Direction artistique : Stephen Goosson
- Producteur : Norma Talmadge
- Société de Production : Fox Film Corporation
- Durée : 105 minutes
- Pays de production :  États-Unis
- Langue : Anglais
- Couleur : Noir et Blanc
- Format : 1,33 : 1
- Son : Muet
- Date de sortie : 
  - États-Unis : 29 avril 1923

## Distribution
- Norma Talmadge : Mary Turner
- Lew Cody : Joe Garson
- Jack Mulhall : Richard Gilder
- Eileen Percy : Aggie Lynch
- Joseph Kilgour : Edward Gilder
- Arthur F. Hull : George Demarest
- Helen Ferguson : Helen Morris
- Lincoln Plummer : Sergent Cassidy
- Thomas Ricketts : Général Hastings
- Ward Crane : Eddie
- Catherine Murphy : la secrétaire de Gilder
- DeWitt C. Jennings : Inspecteur Burke
- Lionel Belmore : Irwin
- Eddie Boland : Darcy